# Palau Reial de Madrid
El Palau Reial de Madrid és, amb 135 000 m² de superfície i més de 3418 habitacions, el palau més gran d'Europa.
Va ser residència privada fins al regnat d'Alfons XIII; tot i que també Manuel Azaña, president de la Segona República, va residir al palau, i va ser, per tant, l'últim cap d'estat que ho feu. Durant aquell període fou conegut com a Palau Nacional. Encara hi ha una sala que es coneix amb el nom de despatx d'Azaña. Una altra de les denominacions que s'utilitzen per a referir-se a l'edifici és la de Palau d'Orient, en relació amb la plaça en què recau una façana de l'edifici, la plaça d'Orient, on també es troba el Teatre Reial. Els actuals Reis Felip VI i Letícia Ortiz resideixen al Palau de la Zarzuela, als afores de Madrid. El Palau Reial de Madrid allotja una bona part dels actes oficials presidits pel Rei, com la presentació de credencials dels ambaixadors estrangers, la celebració de concerts, audiències o els banquets d'Estat. El 12 de juny de 1985, al Saló de Columnes del palau se celebrà la signatura del Tractat d'adhesió del Regne d'Espanya a les Comunitats Europees.

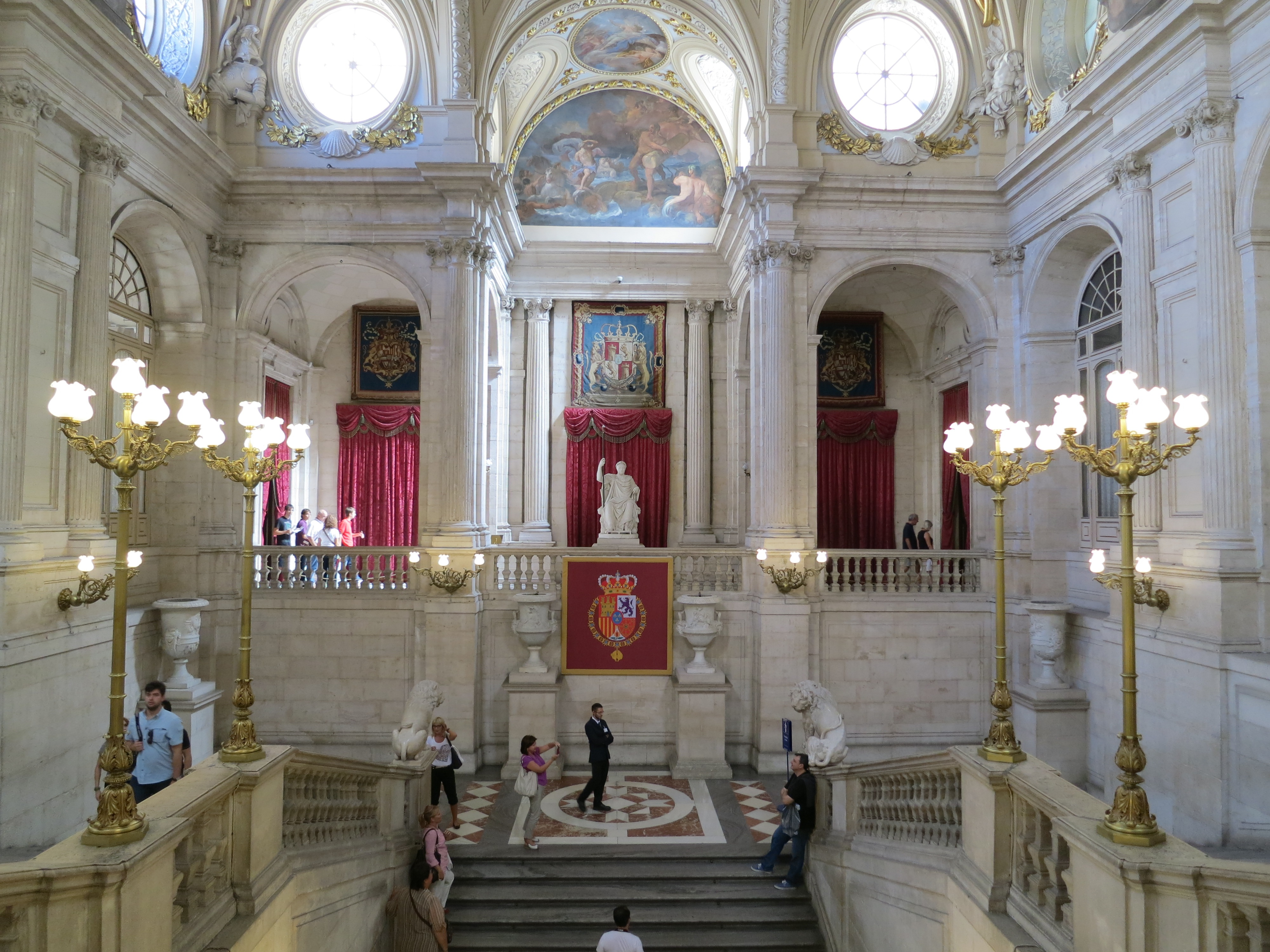
L'escalinata principal

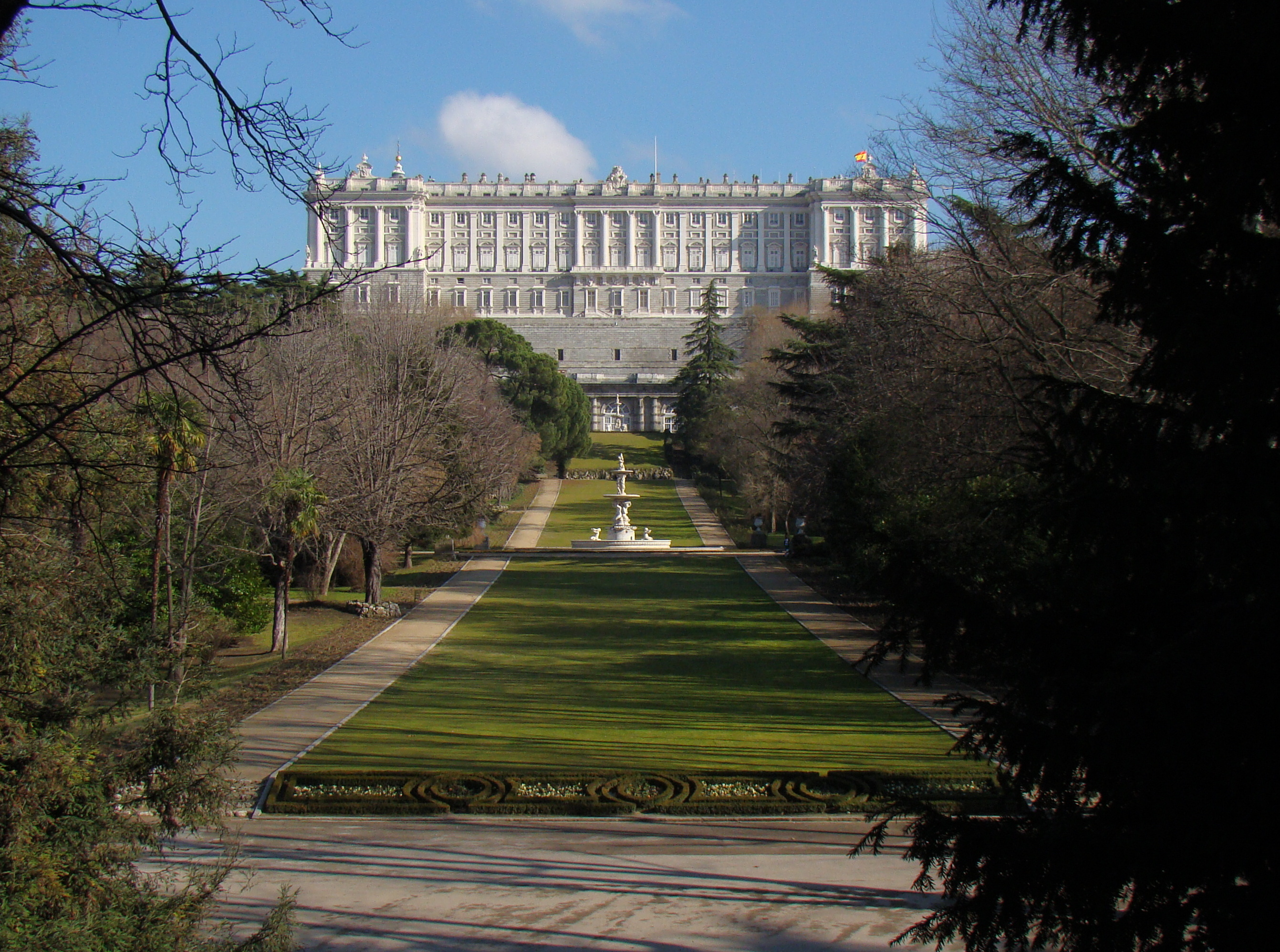
El Palau Reial de Madrid i els Jardins del Campo del Moro

S'ubica al carrer de Bailén, davant de la plaça d'Orient, a la part occidental del centre històric de Madrid, i els seus jardins arriben fins a la riba est del riu Manzanares.
Ja al segle x, una antiga fortalesa d'origen musulmà s'erigia a l'actual emplaçament del Palau. La fortalesa fou construïda per Mohamed I, emir de Còrdova, i posteriorment fou ocupada pel regne independent de la taifa de Toledo.
Amb l'ocupació cristiana de la ciutat per part del rei Alfons VI de Castella l'any 1085, l'edifici perdé una gran part de les funcions oficials exercides a l'època de la taifa de Toledo i no fou fins a l'any 1329 que el rei Ferran V de Castella emprà la fortalesa per a un acte oficial de gran rellevància: les Corts de Madrid de 1329.
L'any 1561, el Rei Felip II d'Espanya traslladà la cort de Toledo a Madrid, i s'erigí un alcàsser que ocupava l'antiga superfície de la fortalesa musulmana. El Reial Alcàsser dels Àustries es cremà el 24 de desembre de 1734 durant el regnat de Felip V d'Espanya.
El 4 d'agost de 1706, durant l'ocupació austriacista, es va produir una revolta a Madrid, i les poques tropes austriacistes de la capital —consistents en una companyia d'uns centenars de miquelets catalans i dos esquadrons de cavalleria— van haver de refugiar-se al Palau Reial, fet que provocà la retirada austriacista a València. Quan el conjunt d'Espanya ja estava en armes i Felip d'Anjou havia aconseguit bastir un exèrcit de 30 000 homes El rei Felip V, que ja havia fet construir el Palau de La Granja de Sant Ildefons, ordenà la construcció d'un nou palau que substituís l'antic alcàsser austríac. La construcció s'inicià l'any 1738 i no es conclogué fins a l'any 1755, i fou duta a terme a través dels dissenys de Juan Bautista Sachetti, Ventura Rodríguez, Francesco Sabatini i Scrimento.
El nou Palau Reial no pogué ser ocupat per la Cort fins a l'any 1764, durant el regnat del rei Carles III d'Espanya. El Palau és el més gran d'Europa occidental i ocupa una superfície de 135 000 m². Ricament decorat per artistes com Diego Velázquez, Tiepolo, Mengs, Caravaggio, Goya o Gasparini— reuneix una gran part de la rica col·lecció de mobles, rellotges i obres d'art dels fons de la Família Reial espanyola; i la col·lecció dels stradivarius palatins, la més important del món d'aquests instruments.
Les principals col·leccions ubicades al Palau són: d'una banda, l'Armeria Reial, que té una gran quantitat d'objectes relacionats amb el món militar des de l'edat mitjana fins a l'època moderna; i, d'una altra banda, la col·lecció més important del món d'instruments de música realitzats al taller del mestre Stradivarius. Finalment, també és destacable la important col·lecció de tapissos, porcellanes i mobles, així com d'objectes d'art d'una gran importància històrica que el Palau acollí a les seues sales.
Les principals sales que es conserven són: El Saló del Tron, la Cambra del Rei o Saló Gasparini i la Sala de Porcellana de la Fàbrica del Buen Retiro, totes tres sales del regnat de Carles III d'Espanya. El Saló dels Espills és la principal peça arranjada en temps de Carles IV d'Espanya, i el Gran Menjador de Gala data del regnat d'Alfons XII d'Espanya.
A l'eix del Palau es va construir la Catedral de l'Almudena, i a l'entorn es troben el Teatre Reial i els Jardins del Campo del Moro.

## Galeria d'imatges

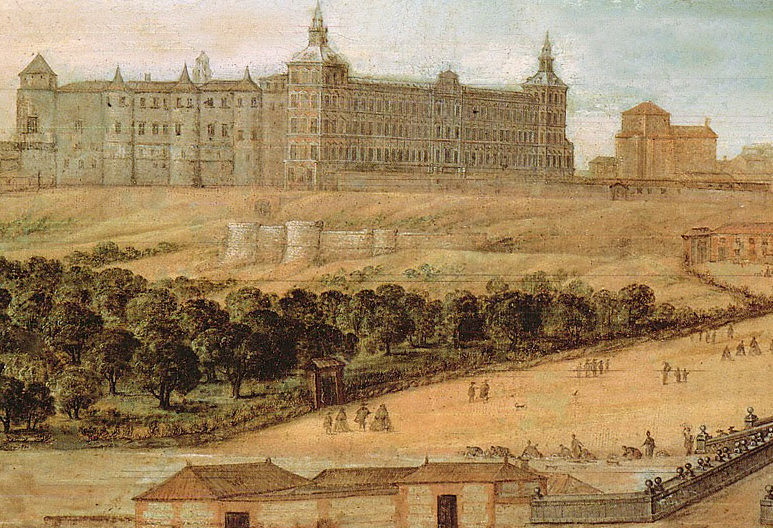
Antic Alcàsser dels Àustries a finals del segle xvii
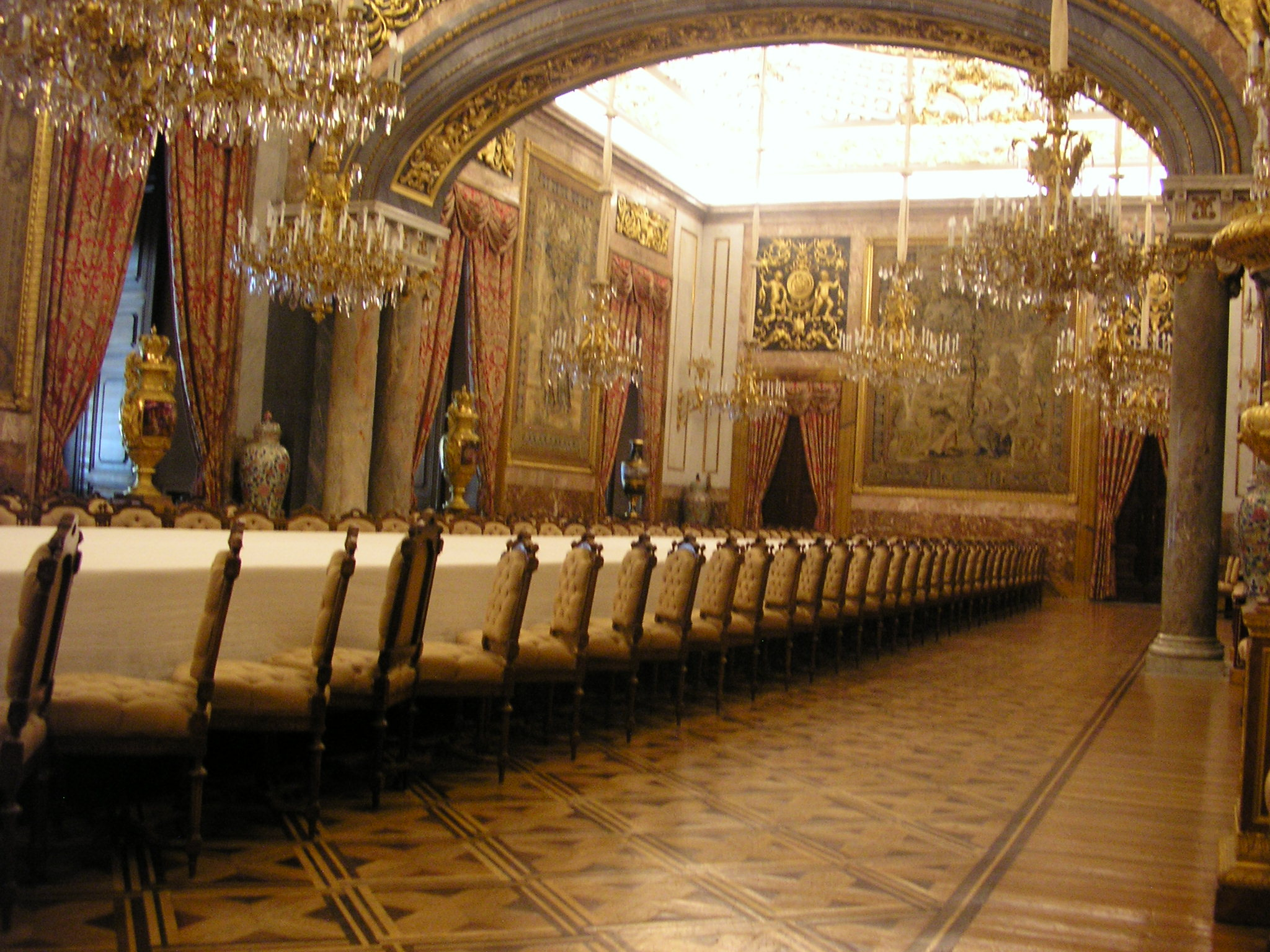
Menjador de gala
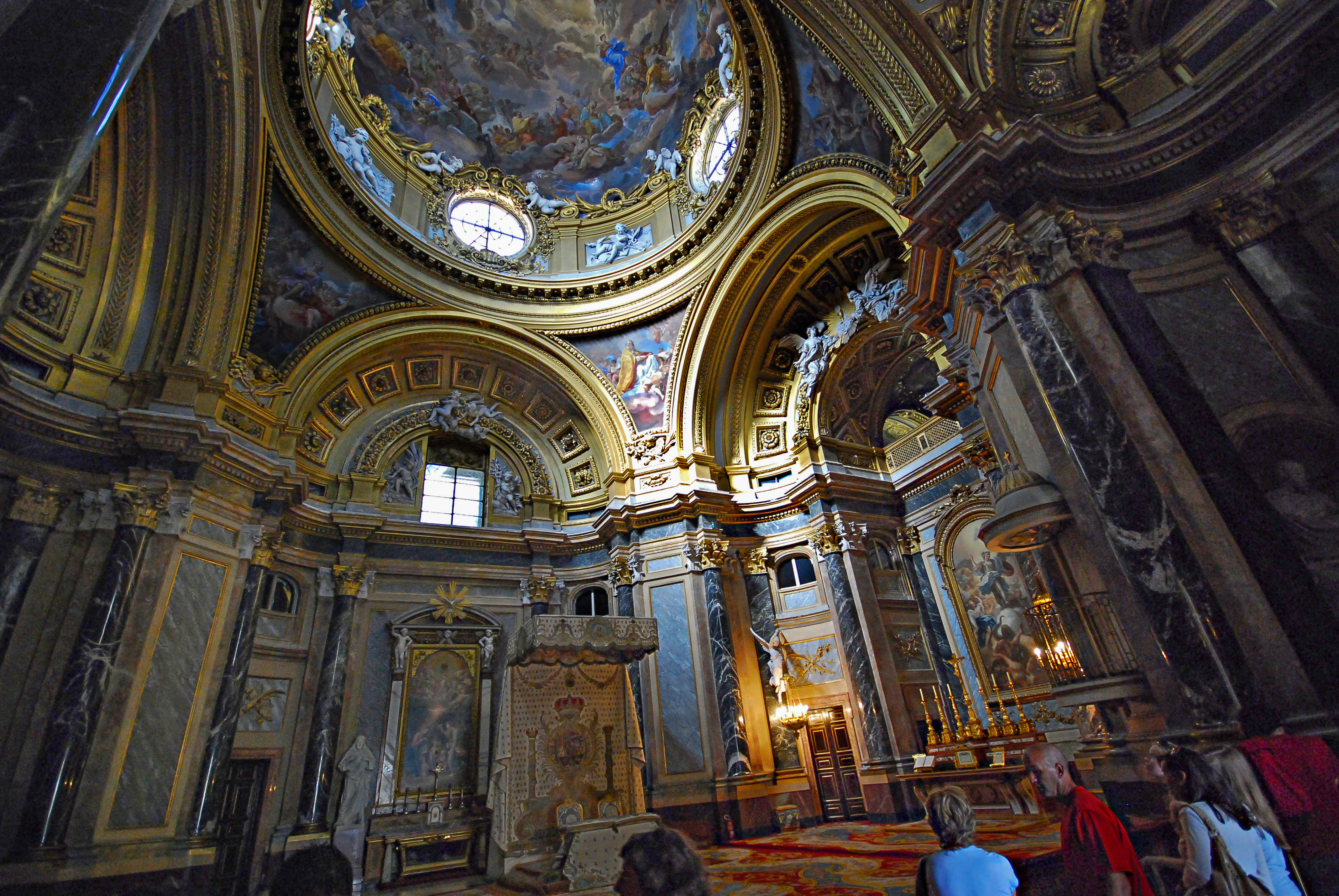
Interior de la capella Reial
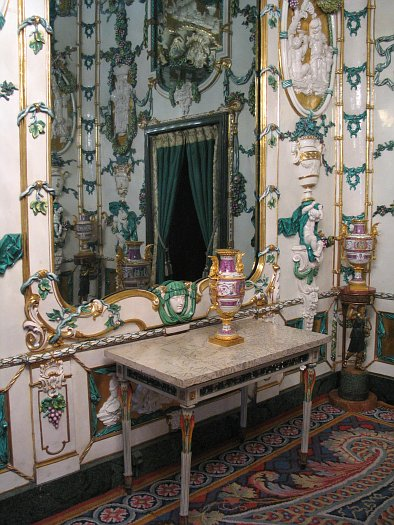
Sala de la porcellana
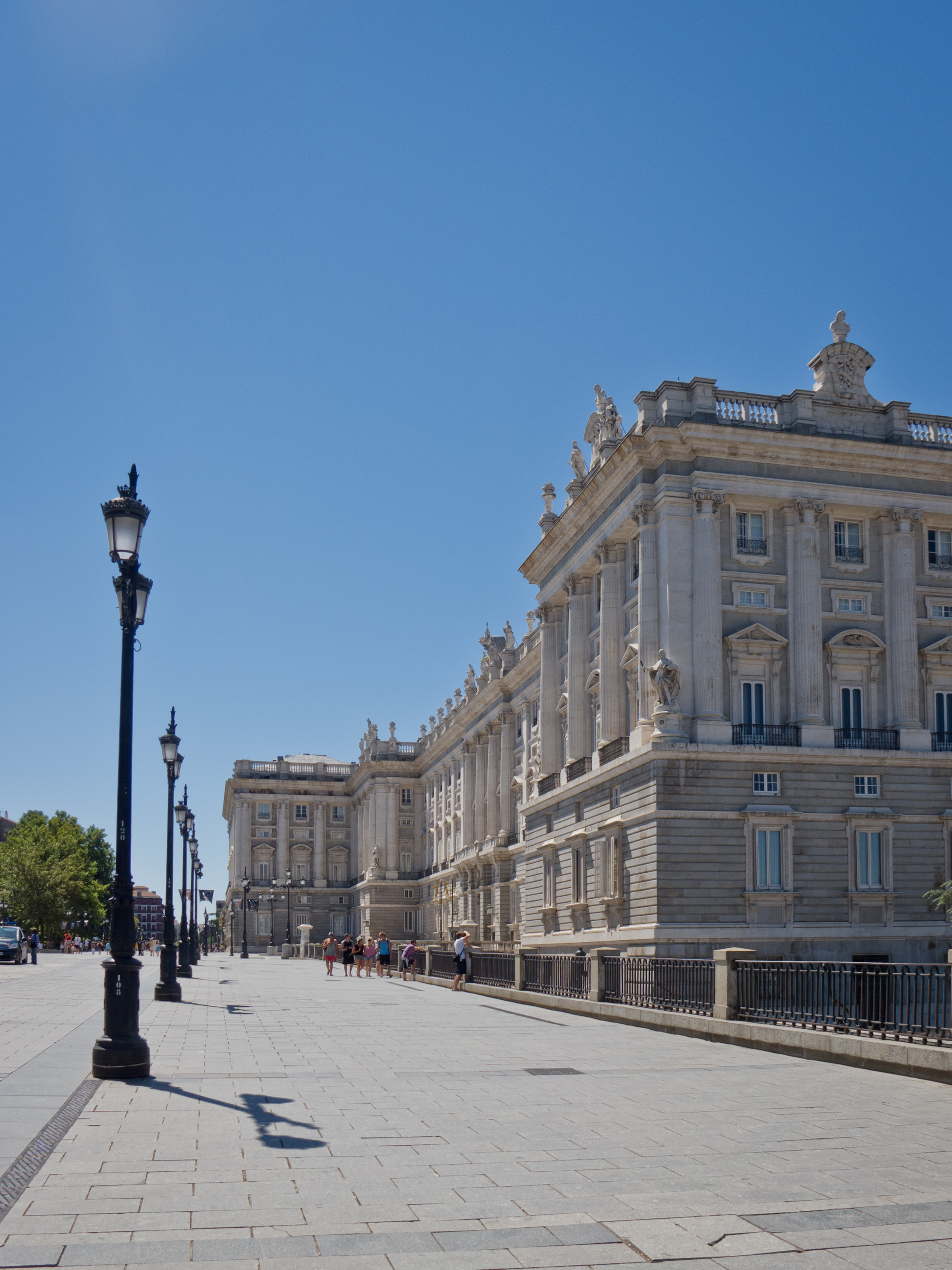
Exterior del Palau Reial pel carrer Bailén
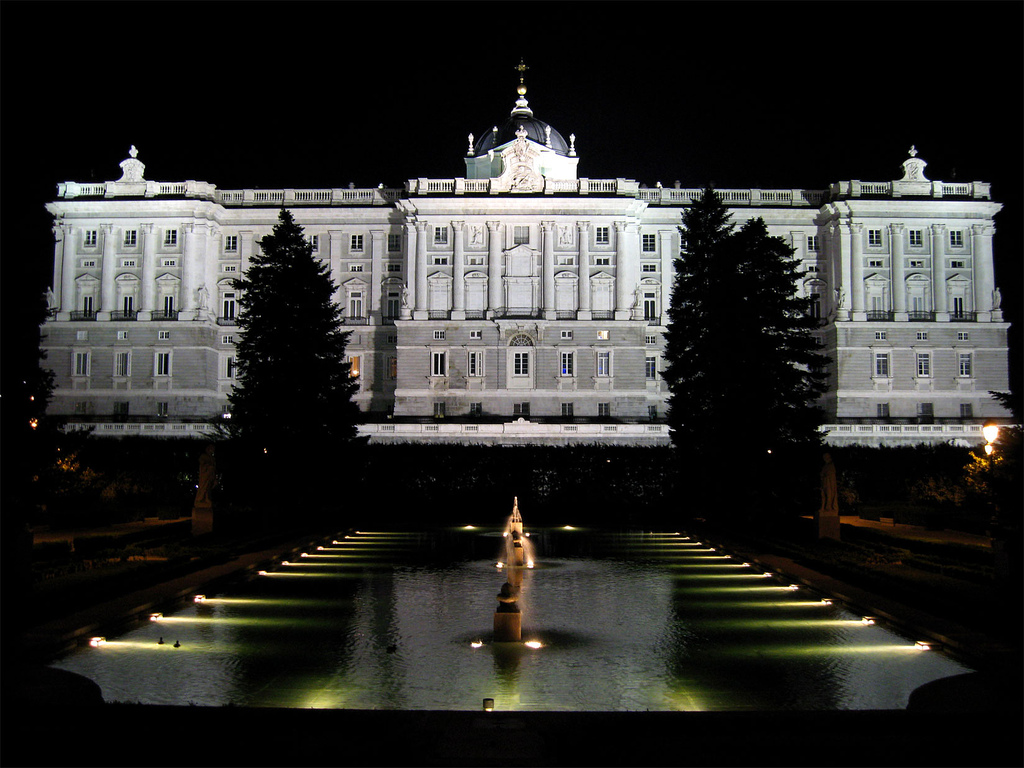
Vista des dels jardins de Sabatini
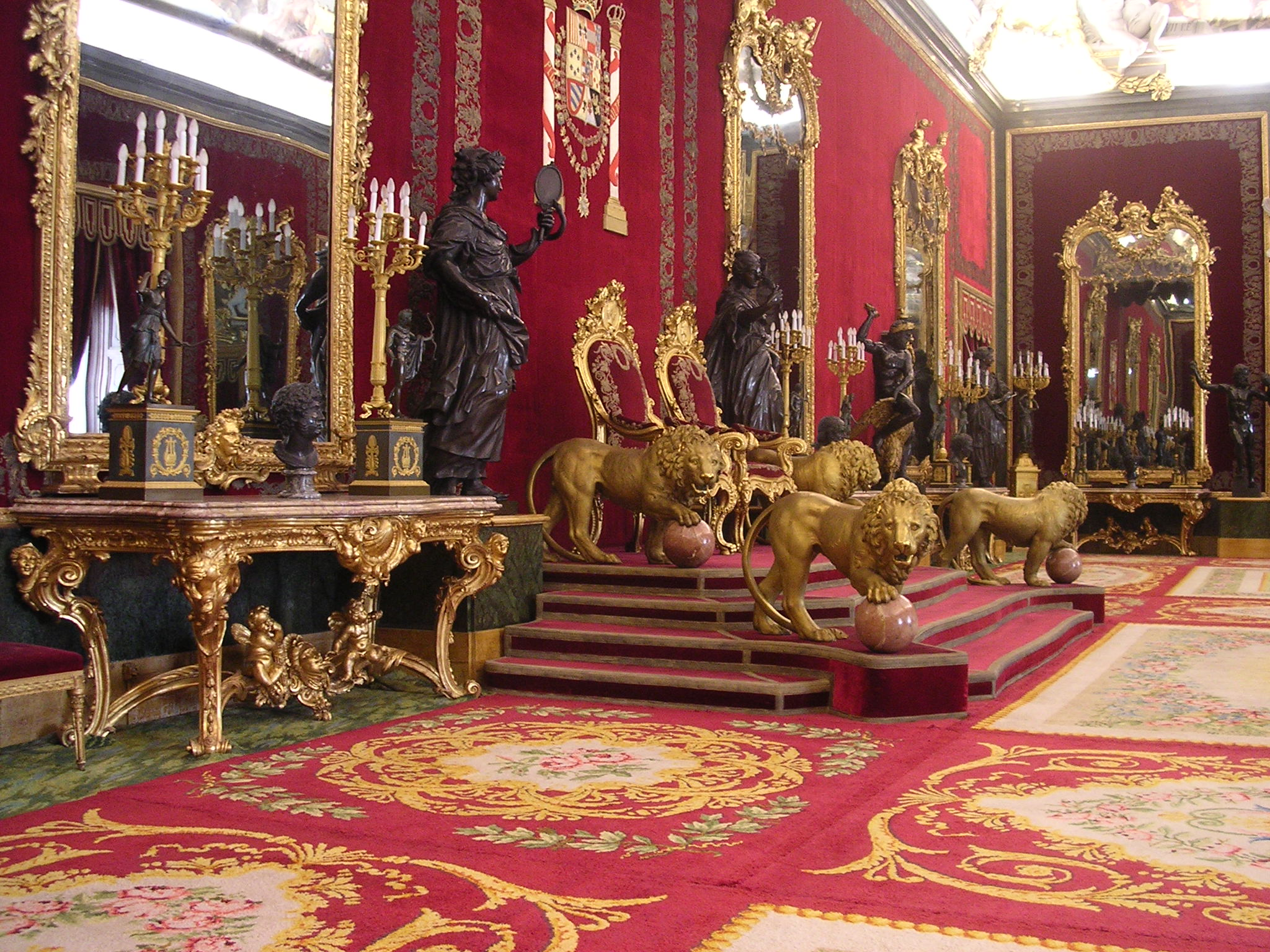
Saló del Tron